# Euryglossina storeyi
Euryglossina storeyi är en biart som beskrevs av Exley 1976. Euryglossina storeyi ingår i släktet Euryglossina och familjen korttungebin. Inga underarter finns listade i Catalogue of Life.

## Bildgalleri

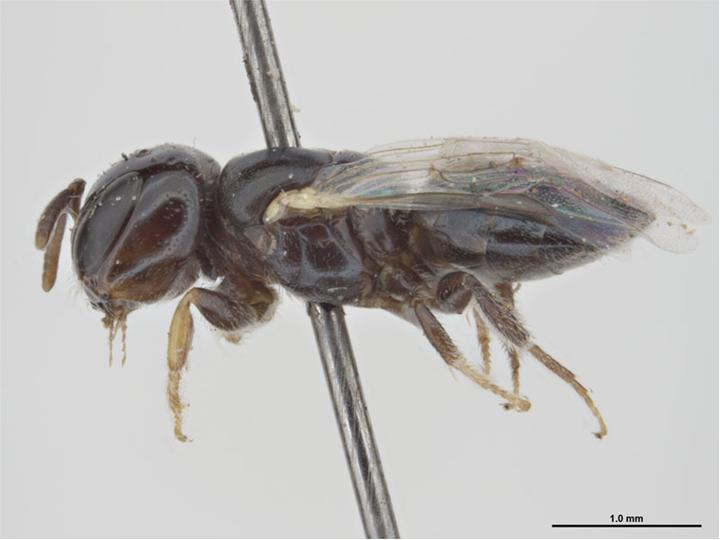
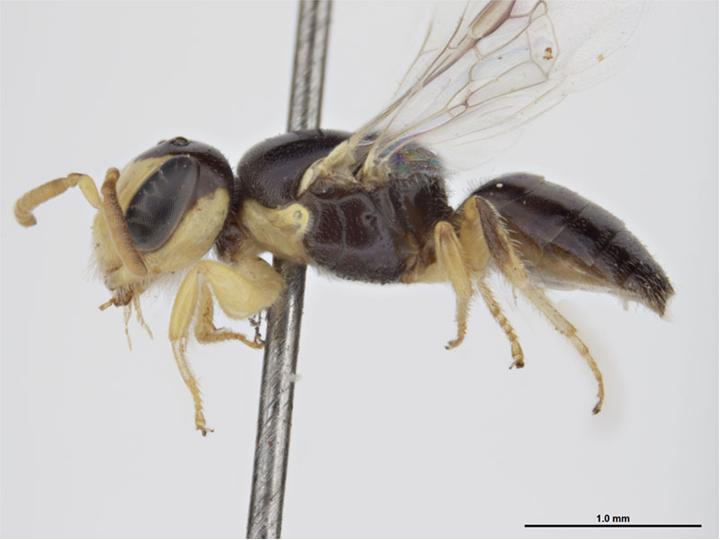